# Джули Медоуз
Джули Медоуз (англ. Julie Meadows, род. 3 февраля 1974 года) — американская писательница, веб-дизайнер и бывшая порноактриса, ставшая кинодокументалистом.

## Ранние годы и образование
Родилась 3 февраля 1974 года в Техаркане, штат Техас, имеет трёх сестёр. Вышла замуж в возрасте 17 лет, через год родила сына. В 2002 году подала на развод, сын остался жить с отцом (музыкантом и владельцем собственной студии звукозаписи). 30 сентября 2005 году Джули выходит замуж второй раз.

## Карьера
Познакомилась с режиссёром Майклом Рэйвеном, когда танцевала стриптиз в Далласе. Полгода спустя переехала в Лос-Анджелес, штат Калифорния, где начала сниматься в фильмах для взрослых в 1998 году. Её первый фильм — «Dirty Debutantes» (Эд Пауэрс, 1994 г.).
Работала по контракту с VCA в течение двух лет (до января 2003 года). В 2004 году покидает индустрию для взрослых; позже Медоуз заявила, что причиной её ухода на пенсию стало то, что она больше не интересуется фильмами.
По данным на 2019 год, Джули Медоуз снялась в 290 порнофильмах.

## Награды и номинации

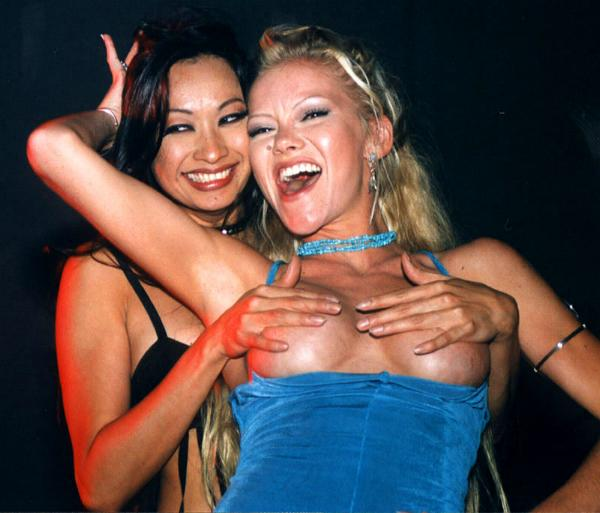
Джули Медоуз и Сайрен на выставке AVN Expo (2000 г.)

| Year | Ceremony              | Result    | Award                                                                        | Work              |
| ---- | --------------------- | --------- | ---------------------------------------------------------------------------- | ----------------- |
| 2000 | Премия Hot d'Or Award | Номинация | Лучшая американская новая старлетка                                          | н/д               |
| 2000 | XRCO Award            | Номинация | Старлетка года                                                               | н/д               |
| 2001 | AVN Award             | Номинация | Лучшая актриса — фильм                                                       | Watchers          |
| 2001 | NightMoves Award      | Победа    | Лучшая актриса (выбор редакции)                                              | н/д               |
| 2002 | AVN Award             | Победа    | Лучшая актриса второго плана — фильм                                         | Fade To Black     |
| 2002 | AVN Award             | Номинация | Лучшая сцена группового секса — видео (вместе с Alec Metro и Аллисин Чайнес) | Let's Play Doctor |
| 2003 | AVN Award             | Номинация | Лучшая актриса — видео                                                       | Sex World 2002    |
| 2004 | AVN Award             | Номинация | Лучшая актриса второго плана — фильм                                         | Mirror Image      |